# Músculo extensor radial longo do carpo

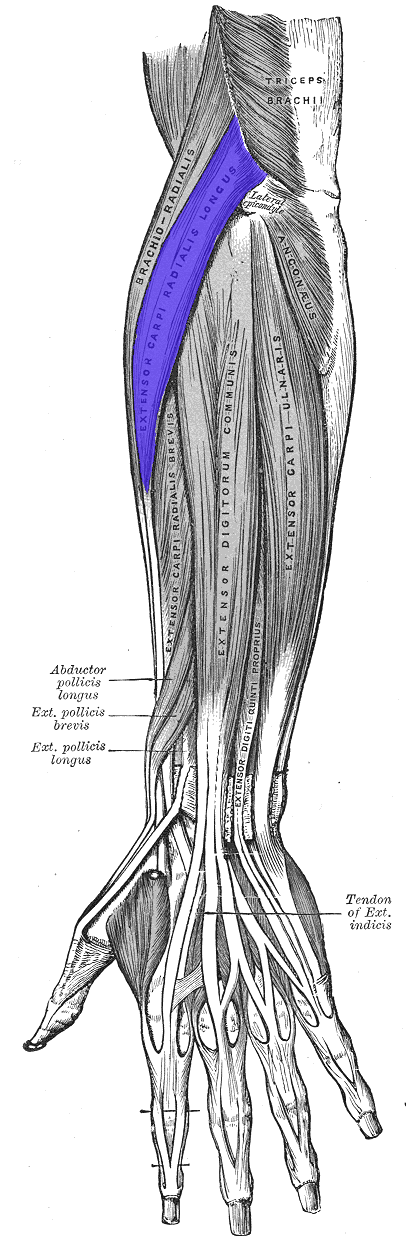
Imagem do músculo extensor radial longo do carpo, em roxo

O músculo extensor radial longo do carpo é um músculo do antebraço Realiza os movimentos de extensão e desvio radial do punho.